# Kvinnliga akademikers förening
L'Association des femmes universitaires (Kvinnliga akademikers förening) KAF est une association suédoise fondée en 1904 sous le nom d'Akademiskt bildade kvinnors förening (Association des femmes diplômées) (ABKF). Les membres sont des femmes qui ont obtenu un diplôme universitaire de premier cycle. L'association est membre de la Fédération internationale des femmes diplômées des universités (IFUW) depuis 1922.

## Historique
L'association est fondée en mars 1904 dans les locaux de l'école fondée par Anna Ahlström. Les femmes ont accès à l'université depuis 1873, mais elles n'ont pas accès aux postes qui correspondent à leurs diplômes universitaires,. Pour donner aux femmes ayant une formation universitaire les mêmes droits qu'aux hommes ayant les mêmes compétences, y compris les pensions et l'accès à certains services gouvernementaux, il faut des modifications constitutionnelles, qui sont effectives en 1909 et 1921. L'initiatrice de l'association est Anna Ahlström. La première présidente de l'association est la juriste et universitaire Elsa Eschelsson, puis Karolina Widerström qui est médecin lui succède en 1910. L'association comptait 270 membres en 1921. Le nom actuel est adopté en 1947.

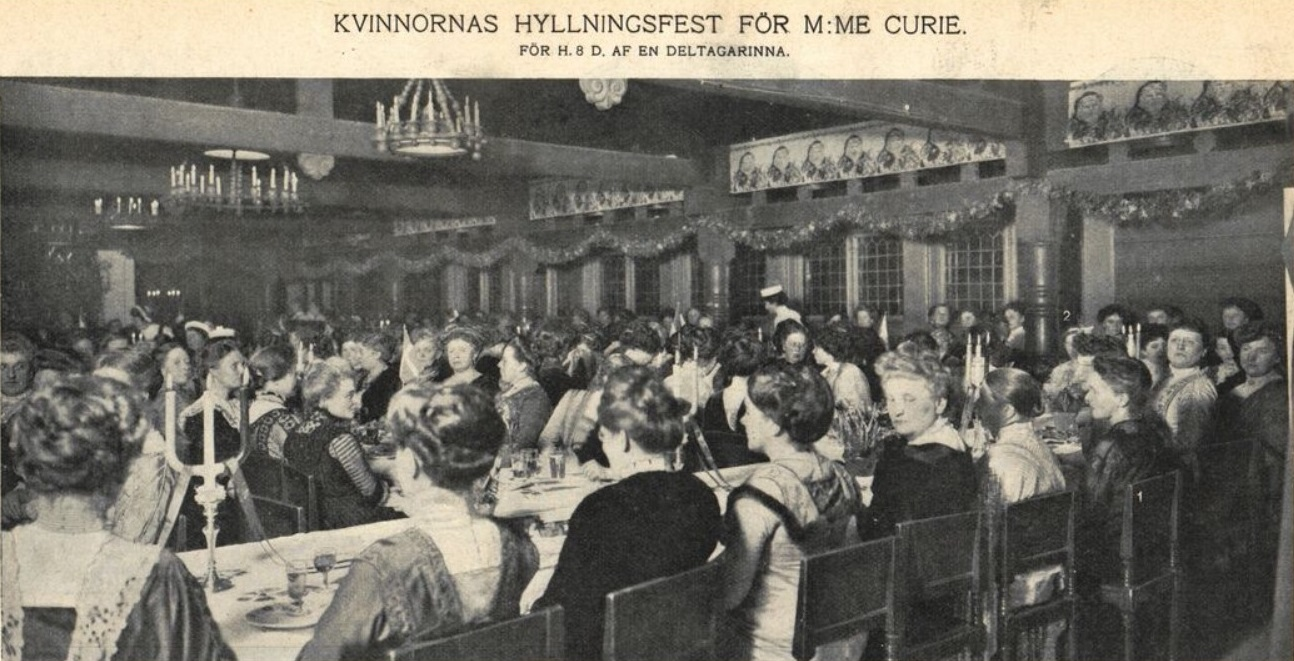
L'ABKF reçoit Marie Curie en 1911.

En 1920, l'association rejoint la Fédération internationale des femmes diplômées des universités (IFUW), et plusieurs universitaires suédoises bénéficient des bourses allouées par l'association internationale, la première étant l'archéologue Hanna Rydh. et en 1921 un comité de coopération internationale a été formé au sein de l'association. Asta Kihlbom suit la réalisation d'un dortoir destiné aux femmes à l'université de Lund, qui est inauguré en 1937. Le 8e congrès international de l'IFUW se tient à Stockholm en août 1939,. Karin Kock, qui est vice-présidente de l'IFUW durant la Seconde Guerre mondiale, se trouve de facto devoir agir comme présidente, la présidente polonaise étant isolée depuis l'invasion de la Pologne par l'Allemagne. Durant la guerre, l'association vient en aide aux réfugiées, notamment aux universitaire d'Estonie.
En 2004, le centenaire de l'association donne lieu à la publication d'un ouvrage dirigé par Britt Marie Fridh-Haneson et Ingegerd Haglund, Förbjuden frukt på kunskapens träd (Fruit défendu sur l'arbre de la connaissance).

## Présidentes
Liste établie par l'association :
- Elsa Eschelsson, juriste (1904-1910)
- Karolina Widerström (1910-1918
- Alma Sundquist (1918-1924)
- Andrea Andreen (1924-1929)
- Karin Kock-Lindberg (1929-1933)
- Gertie Söderberg (sv) (1933-1942)
- Asta Kihlbom, philologue (1942-1945)
- Greta Hedin, critique littéraire (1945-1949)
- Monica Rydbeck (sv) (1950-1953)
- Karin Tarschys (1953-1959)
- Anne-Marie Bergström (1959-1968)
- Jane Lundblad (1968-1971)
- Thyra Norén (1971-1977)
- Ingrid Granberg (1977-1980)
- Christina Hjort (1980-1982)
- Kristina Hallint (1983-1988)
- Britt Marie Fridh-Haneson (1988-1998)
- Agnes Wold (1998-?)

### Autres personnalités de l'association
- Eva Ramstedt, physicienne, membre fondatrice.